# Фурнье, Луи (виолончелист)
Луи Фурнье (фр. Louis Fournier; 1877—1963) — французский виолончелист.
Окончил Парижскую консерваторию (1901). Играл в струнном квартете Армана Парана и в составе фортепианного трио с Альфредо Казеллой и Джордже Энеску (с 1902 года), был также концертмейстером виолончелей в Оркестре Колонна. Первый исполнитель виолончельных сонат Жана Юре (1905), Мелани Бонис (1906), Анри Вуллета (1908), а также Двенадцати прелюдий для виолончели и фортепиано Александра Черепнина (1926, вместе с автором). Переложил для виолончели менуэт из «Гробницы Куперена» Мориса Равеля.
Был дружен с Жаном Красом, который посвятил Фурнье свою сонату для виолончели и фортепиано (1901), а в 1927 году доверил Фурнье вместе со скрипачкой Кармен Форте и альтистом Пьером Брюном премьеру своего струнного трио; у Фурнье также училась игре на виолончели дочь Краса, художница Моник Крас. Преподавал в Высшей нормальной школе музыки и в парижской Schola cantorum, среди других учеников Фурнье был Эдоардо Гварньери.
Кавалер Ордена Почётного легиона (1936).